# Beerbongs & Bentleys
A Beerbongs & Bentleys (stilizálva: beerbongs & bentleys) Post Malone amerikai rapper és énekes második stúdióalbuma, ami 2018. április 27-én jelent meg a Republic Records kiadón keresztül. A lemezen közreműködött Swae Lee, 21 Savage, Ty Dolla Sign, Nicki Minaj, G-Eazy és YG. A produceri munkát Malone gyakori közreműködői végezték, Louis Bell és Frank Dukes, illetve London on da Track, Andrew Watt, Tank God, Twice as Nice, Teddy Walton, Scott Storch és PartyNextDoor.
A kereskedelmi sikert aratott, első helyen debütált a Billboard 200-on, 461 ezer eladott albummal egyenértékű példánnyal. Megdöntötte a streaming rekordot a Spotifyon, a megjelenés utáni első napján 47,9 millióan hallgatták meg. Az albumról öt kislemez jelent meg: a Rockstar, a Candy Paint, a Psycho, a Ball for Me és a Better Now, amik közül a Rockstar és a Psycho elérték a Billboard Hot 100 első helyét. Megdöntötte a rekordot a legtöbb dalért a Hot 100 első húsz helyén, mikor egy időben kilenc szám is az adott pozíciók egyikét töltötte be.
Ugyan zene kritikusok nem voltak megelégedve a lemezzel, több díjátadón is jelölték az év albuma díjara. Ötszörös platina minősítést kapott az Amerikai Hanglemezgyártók Szövetségétől (RIAA) és a 2019-es Grammy-gálán jelölték az Év albuma díjra. 

## Kritikák
A Beerbongs & Bentleys pozitív és negatív visszajelzést is kapott zenekritikusoktól. A Metacritic weboldalon, ami 100 pontból ad egy pontszámot a lemezeknek, szekértői kritikák alapján, 51 pontot érdemelt ki, 10 kritikát figyelembe véve. A hasonlóan működő AnyDecentMusic? tízből 4,8 pontot adott a lemeznek.
Alexis Petridis (The Guardian) méltatta a produceri munkát a lemezen, a refréneket és Post Malone hangját, de kritizálta a dalszövegeket: „Ahogy halad az album – és a Beerbongs & Bentleys úgy tűnik sose ér véget – az eredeti ötletek csekélyek, abban az értelemben, hogy gyakorlatilag semmit se mond magáról és bármit, amit igen, azt meg már sokszor hallottuk, sokkal jobb kivitelezésben, eszességgel és nagyobb hatással.” Larry Bartleet (NME) szerint az album „divatos, trap-ízesített érzelmetlenség,” azzal zárva kritikáját, hogy a Beerbongs & Bentleys inkább „egy lebutított hangulattábla, mint egy album, aminek van mondanivalója” és „18 száma olyan, mint egy egyhangú lejátszási lista, amikkel a streaming platformokat vette célba.” Andrew Unterbergernek (Billboard) szintén az album hosszával volt problémája: „Az album nem mutat eleget hallgatóinak, hogy indokolja 18 számos hosszát, ami elkerülhetetlenül egy unalmasabb második félhez vezet,” de „vannak olyan pillanatai, amiben Post bíztatóan bővíti zenei határait.” Neil Z. Yeung (AllMusic) azt írta, hogy a „Beerbongs & Bentleys egy találékony leírása Post Malone pazar életstílusának és később ebből eredő nehézségeinek, de őszintesége csak akkor működik, mikor Post nem próbálkozik túl sokat.” Evan Rytlewski (Pitchfork) véleménye szerint a Beerbongs & Bentleys „kihasználja Post legnagyobb erőségét: a dallamérzékét. Legjobb refrénjei olyan melodikusak és könnyedek, tökéletesen érik el az ember fülét,” de „Post Malone egyetlen, szigorú hangulata nem elég, egy idő után túl sok lesz.”
Daniela Campos (Exclaim!) úgy érezte, hogy az album „koncentrál a rockstar-rapper életstílusára, amit az előtérbe tolnak, hogy a közönség megfejthesse.” Jordan M. (Sputnikmusic) azt írta, hogy „Ez a bizsergő, elbaszott popzene, a raphez írt, megkérdőjelezhetően rövid ódákkal, nem arra van kitalálva, hogy örökre fennmaradjon. Becsületére mondva, Post ezt megérti és úgy tűnik neki elég, hogy olyan albumokat gyártson, amiken minden dal lehetne egy kislemez. A Beerbongs & Bentleys-en nem minden dal lehetne kislemez, de bujkál ott elég, hogy 2018 egyik jobb albuma legyen.”

## Díjak és ranglisták

### Ranglisták
| Magazin   | Lista neve                 | Helyezés | For.   |
| --------- | -------------------------- | -------- | ------ |
| Billboard | 2018 50 legjobb albuma     | 38       | [ 10 ] |
| Complex   | 2018 50 legjobb albuma     | 23       | [ 11 ] |
| GQ.ru     | 2018 legjobb albumai       | 7        | [ 12 ] |
| Idolator  | The 25 Best Albums of 2018 | 20       | [ 13 ] |
| Uproxx    | The 50 Best Albums of 2018 | 40       | [ 14 ] |

### Díjak és jelölések
| Év   | Díjátadó                    | Kategória                             | Eredmény | For.   |
| ---- | --------------------------- | ------------------------------------- | -------- | ------ |
| 2018 | American Music Awards       | Kedvenc album – Rap/Hiphop            | Elnyerte | [ 15 ] |
| 2018 | LOS40 Music Awards          | Az év nemzetközi albuma               | Jelölve  | [ 16 ] |
| 2019 | Billboard Music Awards      | Legjobb Billboard 200-album           | Jelölve  | [ 17 ] |
| 2019 | Billboard Music Awards      | Legjobb rapalbum                      | Jelölve  | [ 17 ] |
| 2019 | Dán Zenei Díj               | Az év nemzetközi albuma               | Jelölve  | [ 18 ] |
| 2019 | Grammy-díj                  | Az év albuma                          | Jelölve  | [ 19 ] |
| 2019 | Fonogram – Magyar Zenei Díj | Az év külföldi rap- vagy hiphopalbuma | Jelölve  | [ 20 ] |
| 2019 | Juno Awards                 | Az év nemzetközi albuma               | Elnyerte | [ 21 ] |

## Számlista
| Beerbongs & Bentleys | Beerbongs & Bentleys                         | Beerbongs & Bentleys                                                                           | Beerbongs & Bentleys                                           | Beerbongs & Bentleys | Beerbongs & Bentleys | Beerbongs & Bentleys | Beerbongs & Bentleys | Beerbongs & Bentleys | Beerbongs & Bentleys |
|                      | Cím                                          | Szerző(k)                                                                                      | Producer(ek)                                                   | Hossz                |                      |                      |                      |                      |                      |
| -------------------- | -------------------------------------------- | ---------------------------------------------------------------------------------------------- | -------------------------------------------------------------- | -------------------- | -------------------- | -------------------- | -------------------- | -------------------- | -------------------- |
| 1.                   | Paranoid                                     | Austin Post Idan Kalai Louis Bell Billy Walsh Alexander Krashinsky                             | Cashio Blueysport [ A ] Bell [ B ]                             | 3:41                 |                      |                      |                      |                      |                      |
| 2.                   | Spoil My Night (Swae Lee közreműködésével)   | Post Khalif Brown Adam Feeney Teddy Walton Bell                                                | Frank Dukes Walton                                             | 3:14                 |                      |                      |                      |                      |                      |
| 3.                   | Rich & Sad                                   | Post Feeney Walsh Bell                                                                         | Frank Dukes                                                    | 3:26                 |                      |                      |                      |                      |                      |
| 4.                   | Zack and Codeine                             | Post Scott Storch Diego Ave Bell                                                               | Storch Ave [ A ] Leon Youngblood, Jr. [ A ] Tariq Bright [ B ] | 3:24                 |                      |                      |                      |                      |                      |
| 5.                   | Takin’ Shots                                 | Post Jahron Brathwaite Bell David Hughes Walsh                                                 | Bell Prep Bijan PartyNextDoor [ A ]                            | 3:36                 |                      |                      |                      |                      |                      |
| 6.                   | rockstar (21 Savage közreműködésével)        | Post Shayaa Abraham-Joseph Olufunmibi Awoshiley Bell Jo-Vaughn Virginie [ C ] Carl Rosen [ C ] | Bell Tank God                                                  | 3:38                 |                      |                      |                      |                      |                      |
| 7.                   | Over Now                                     | Post Andrew Watt Bell Tommy Lee                                                                | Bell Post Malone Watt                                          | 4:07                 |                      |                      |                      |                      |                      |
| 8.                   | Psycho (Ty Dolla Sign közreműködésével)      | Post Tyrone Griffin, Jr. Bell Rosen [ C ]                                                      | Bell Malone                                                    | 3:41                 |                      |                      |                      |                      |                      |
| 9.                   | Better Now                                   | Post Bell Feeney Walsh Kaan Gunesberk                                                          | Bell Frank Dukes                                               | 3:50                 |                      |                      |                      |                      |                      |
| 10.                  | Ball for Me (Nicki Minaj közreműködésével)   | Post Onika Maraj Bell                                                                          | Bell                                                           | 3:26                 |                      |                      |                      |                      |                      |
| 11.                  | Otherside                                    | Post Bell                                                                                      | Bell Malone                                                    | 3:48                 |                      |                      |                      |                      |                      |
| 12.                  | Stay                                         | Post Watt Bell                                                                                 | Malone Watt                                                    | 3:24                 |                      |                      |                      |                      |                      |
| 13.                  | Blame It on Me                               | Post Bell                                                                                      | Bell Malone                                                    | 4:21                 |                      |                      |                      |                      |                      |
| 14.                  | Same Bitches (G-Eazy és YG közreműködésével) | Post Gerald Gillum Keenon Jackson Samuel Ahana Bell Walsh Kalai Rod Argent                     | Swish Cashio [ B ]                                             | 3:32                 |                      |                      |                      |                      |                      |
| 15.                  | Jonestown (Interlude)                        | Post Bell Te Whiti Warbrick Nick Audino Lewis Hughes                                           | Bell Malone Twice as Nice [ B ]                                | 1:52                 |                      |                      |                      |                      |                      |
| 16.                  | 92 Explorer                                  | Post London Holmes Bell Aubrey Robinson Kendall Roark Bailey Jaison Harris                     | London on da Track Robinson Roark Bailey                       | 3:31                 |                      |                      |                      |                      |                      |
| 17.                  | Candy Paint                                  | Post Bell Rosen [ C ]                                                                          | Bell Malone                                                    | 3:47                 |                      |                      |                      |                      |                      |
| 18.                  | Sugar Wraith                                 | Post Bell                                                                                      | Bell Malone                                                    | 3:48                 |                      |                      |                      |                      |                      |
| 64:26                |                                              |                                                                                                |                                                                |                      |                      |                      |                      |                      |                      |

| Japán kiadás | Japán kiadás                             | Japán kiadás                        | Japán kiadás | Japán kiadás | Japán kiadás | Japán kiadás | Japán kiadás | Japán kiadás | Japán kiadás |
|              | Cím                                      | Producer(ek)                        | Hossz        |              |              |              |              |              |              |
| ------------ | ---------------------------------------- | ----------------------------------- | ------------ | ------------ | ------------ | ------------ | ------------ | ------------ | ------------ |
| 19.          | I Fall Apart                             | Illangelo                           | 3:43         |              |              |              |              |              |              |
| 20.          | Congratulations                          | Metro Boomin Frank Dukes Bell [ B ] | 3:43         |              |              |              |              |              |              |
| 21.          | Deja Vu (Justin Bieber közreműködésével) | Frank Dukes Vinylz                  | 3:54         |              |              |              |              |              |              |
| 75:30        |                                          |                                     |              |              |              |              |              |              |              |

Jegyzetek
1. 1 2 3 4  Co-producer
2. 1 2 3 4 5  További producer
3. 1 2 3 4  Meg nem jelölt szerző

Háttérénekesek
- Takin’ Shots: PartyNextDoor
- Stay: Andrew Watt

Feldolgozott dalok
- Same Bitches: Time of the Season, szerezte: Rod Argent.
- 92 Explorer: Money Counter, szerezte: Jaison Harris.

## Közreműködők
Zenészek
- Austin Post – gitár (7, 12)
- Andrew Watt – gitár, basszusgitár (7, 12), billentyűk (7)
- Tommy Lee – dobok (7)
- Louis Bell – dob programozás, billentyűk (7)
- Twice as Nice – dob programozás (15)

Utómunka
- Louis Bell – felvételek (1–11, 13, 15–18), vokál producer
- Ethan Stevens – felvételek (6)
- Lorenzo Cardona – felvételek (6)
- Samuel Ahana – felvételek (14)
- Roark Bailey – felvételek (16)
- Manny Marroquin – keverés (1–3, 4–11, 13, 14 16, 18)
- David Nakaji – keverés (3, 15)
- Spike Stent – keverés (12)
- Joe Fitz – keverés (17)
- Chris Galland – keverési asszisztens (1, 2, 4–11, 13, 14, 16, 18)
- Robin Florent – keverési asszisztens (1, 2, 4–11, 13, 14, 16, 18)
- Scott Desmarais – keverési asszisztens (1, 2, 4–11, 13, 14, 16, 18)
- Mike Bozzi – maszterelés

## Slágerlisták

### Heti slágerlisták
| Slágerlisták (2018–2019)                      | Legmagasabb pozíció |
| --------------------------------------------- | ------------------- |
| Ausztrália (ARIA Top 50 Albums)               | 1                   |
| Ausztria (Ö3 Austria Top 40)                  | 2                   |
| Belgium (Ultratop Flandria)                   | 1                   |
| Belgium (Ultratop Vallónia)                   | 9                   |
| Csehország (ČNS IFPI Albums Top 100)          | 2                   |
| Dánia (Hitlisten Album Top 40)                | 1                   |
| Egyesült Királyság (UK Albums Chart)          | 1                   |
| Egyesült Királyság (Scottish Albums)          | 6                   |
| Finnország (Musiikkituottajat Albumit Top 50) | 1                   |
| Franciaország (SNEP Album Top 100)            | 13                  |
| Hollandia (Dutch Charts Album Top 100)        | 1                   |
| Írország (IRMA Top 100 Artist Album)          | 1                   |
| Japán (Oricon)                                | 162                 |
| Kanada (Billboard Canadian Albums Chart)      | 1                   |
| Németország (Offizielle Top 100)              | 4                   |
| Norvégia (VG-lista Album Top 40)              | 1                   |
| Olaszország (FIMI Album Top 20)               | 6                   |
| Portugália (AFP Top 30 Albums)                | 33                  |
| Svájc (Schweizer Hitparade Top 100 Albums)    | 3                   |
| Svédország (Sverigetopplistan Top 60 Albums)  | 1                   |
| USA Billboard 200                             | 1                   |
| USA Top R&B/Hip-Hop Albums (Billboard)        | 1                   |
| Új-Zéland (Recorded Music NZ Top 40 Albums)   | 1                   |

### Év végi slágerlisták
| Slágerlisták (2018)                    | Pozíció |
| -------------------------------------- | ------- |
| Ausztrália (ARIA)                      | 4       |
| Ausztria (Ö3 Austria)                  | 25      |
| Belgium (Ultratop Flanders)            | 17      |
| Belgium (Ultratop Wallonia)            | 112     |
| Dánia (Hitlisten)                      | 1       |
| Egyesült Királyság (OCC)               | 6       |
| Franciaország (SNEP)                   | 86      |
| Hollandia (MegaCharts)                 | 5       |
| Izland (Plötutíóindi)                  | 5       |
| Írország (IRMA)                        | 5       |
| Kanada (Billboard)                     | 3       |
| Németország (Offizielle Top 100)       | 63      |
| Olaszország (FIMI)                     | 56      |
| Svájc (Schweizer Hitparade)            | 65      |
| Svédország (Sverigetopplistan)         | 3       |
| USA Billboard 200                      | 3       |
| USA Top R&B/Hip-Hop Albums (Billboard) | 2       |
| Új-Zéland (RMNZ)                       | 4       |

| Slágerlisták (2019)                    | Pozíció |
| -------------------------------------- | ------- |
| Ausztrália (ARIA)                      | 12      |
| Ausztria (Ö3 Austria)                  | 68      |
| Belgium (Ultratop Flanders)            | 23      |
| Belgium (Ultratop Wallonia)            | 184     |
| Dánia (Hitlisten)                      | 10      |
| Egyesült Királyság (OCC)               | 25      |
| Franciaország (SNEP)                   | 172     |
| Hollandia (Album Top 100)              | 72      |
| Izland (Plötutíóindi)                  | 23      |
| Írország (IRMA)                        | 21      |
| Kanada (Billboard)                     | 4       |
| Norvégia (VG-lista)                    | 11      |
| Olaszország (FIMI)                     | 86      |
| Svédország (Sverigetopplistan)         | 19      |
| USA Billboard 200                      | 5       |
| USA Top R&B/Hip-Hop Albums (Billboard) | 1       |
| Új-Zéland (RMNZ)                       | 10      |

| Slágerlisták (2020)                    | Pozíció |
| -------------------------------------- | ------- |
| Ausztrália (ARIA)                      | 28      |
| Belgium (Ultratop Flanders)            | 64      |
| Dánia (Hitlisten)                      | 31      |
| Egyesült Királyság (OCC)               | 61      |
| Hollandia (Album Top 100)              | 35      |
| Írország (IRMA)                        | 47      |
| Kanada (Billboard)                     | 20      |
| Norvégia (VG-lista)                    | 25      |
| Svédország (Sverigetopplistan)         | 48      |
| USA Billboard 200                      | 23      |
| USA Top R&B/Hip-Hop Albums (Billboard) | 11      |
| Új-Zéland (RMNZ)                       | 24      |

| Slágerlisták (2021)                    | Pozíció |
| -------------------------------------- | ------- |
| Ausztrália (ARIA)                      | 63      |
| Belgium (Ultratop Flanders)            | 144     |
| Dánia (Hitlisten)                      | 55      |
| Hollandia (Album Top 100)              | 63      |
| Kanada (Billboard)                     | 33      |
| USA Billboard 200                      | 50      |
| USA Top R&B/Hip-Hop Albums (Billboard) | 23      |

| Slágerlisták (2010–2019) | Pozíció |
| ------------------------ | ------- |
| Ausztrália (ARIA)        | 91      |
| USA Billboard 200        | 5       |

## Minősítések
| Régió                        | Minősítések     | Példányszám |
| ---------------------------- | --------------- | ----------- |
| Ausztrália (ARIA)            | 3× Platinalemez | 210 000     |
| Belgium (BEA)                | Aranylemez      | 10 000      |
| Brazília (Pro-Música Brasil) | Platinalemez    | 40 000      |
| Dánia (IFPI Danmark)         | 4× Platinalemez | 80 000      |
| Egyesült Államok (RIAA)      | 5× Platinalemez | 5 000 000   |
| Egyesült Királyság (BPI)     | 2× Platinalemez | 600 000     |
| Franciaország (SNEP)         | Platinalemez    | 100 000     |
| Hollandia (NVPI)             | Platinalemez    | 40 000      |
| Kanada (Music Canada)        | 7× Platinalemez | 560 000     |
| Lengyelország (ZPAV)         | Aranylemez      | 10 000      |
| Mexikó (AMPROFON)            | Platinalemez    | 60 000      |
| Norvégia (IFPI Norway)       | 3× Platinalemez | 60 000      |
| Olaszország (FIMI)           | Platinalemez    | 50 000      |
| Portugália (AFP)             | Platinalemez    | 15 000      |
| Svédország (GLF)             | 2× Platinalemez | 60 000      |
| Szingapúr (RIAS)             | Platinalemez    | 10 000      |
| Új-Zéland (RMNZ)             | 5× Platinalemez | 75 000      |

## Kiadások
| Régió       | Dátum              | Kiadó                 | Formátum              | For.            |
| ----------- | ------------------ | --------------------- | --------------------- | --------------- |
| Világszerte | 2018. április 27.  | Republic              | CD digitális letöltés | [ 118 ] [ 119 ] |
| Japán       | 2018. június 27.   | Universal Music Japan | CD                    | [ 120 ]         |
| Világszerte | 2018. november 23. | Republic              | hanglemez             | [ 121 ]         |